# Urban Bushmen
Urban Bushmen (engl. Stadtbuschleute) ist ein Livealbum des Art Ensemble of Chicago, das im Mai 1982 im Amerika-Haus München aufgenommen und bei ECM veröffentlicht wurde.

## Hintergrund
Das Doppel-Album wurde bei einem Konzert in München aufgenommen. Das Album wird geprägt durch drei lange Stücke, Urban Magic vom Art Ensemble of Chicago, Sun Precondition Two/Theme for Sco von Moye und Jarman sowie Uncle von Mitchell. Daneben sind Balladen aufgenommen. Das Stück New York is Full of Lonely People gilt als eine der bekanntesten und schönsten Balladen von Lester Bowie.

## Rezeption
Allmusic vergab 4,5 von 5 möglichen Sternen. Stephen Cook schrieb über das Album bei Allmusic:

“Urban Bushmen not only provides an excellent summation of the Art Ensemble of Chicago's work since 1966, but also substantiates the group's reputation for putting on intense and inspired shows....This is one of the Art Ensemble's best recordings, but due to its intense breadth it might not be an ideal first purchase for newcomers.”

„Urban Bushmen bietet nicht nur eine ausgezeichnete Zusammenfassung der Arbeit des Art Ensemble of Chicago seit 1966, sondern begründete auch den Ruf der Gruppe für die Umsetzung von intensiven und inspirierten Darbietungen...Dies ist eines der besten Aufnahmen des Art Ensembles, aber aufgrund seiner intensiven Breite wird es vielleicht nicht der ideale Erstkauf für Neueinsteiger sein.“

Der Kritiker Tom Moon hob den Titel Sun Precondition Two/Theme for Sco hervor, der das besondere Talent des Art Ensemble of Chicago zeige, die für den am lebendigsten dargestellten Free Jazz der 1970er und 80er Jahre verantwortlich sei. Weitere Höhepunkte des Albums seien das perkussiv angelegte Bush Magic, das an einen afrikanischen Dorfplatz erinnere, und das andere Extrem, Urban Magic, das zwischen seinen Solopassagen nur durch Pfeifen und Sirenen hörbar ist. Die Mitglieder des Art Ensemble schüfen allein durch Vielzahl der Instrumente – Jarman allein spiele 22 – eine eigene Atmosphäre: „That's the beauty of free jazz as practiced by the Art Ensemble: It thrives not on one big idea but a thousand little ones“.
Im Penguin Guide to Jazz von Richard Cook und Brian Morton wird das Album mit 3½ Sternen bewertet; die Autoren halten Urban Bushmen für das beste Album der ECM-Phase, dessen planlose Produktionen enttäuschend seien. In über 90 Minuten zeige die Gruppe die Virtuosität ihres weiten Panoptikums an Gerätschaften. Bei allen Einschränkungen bleibe es eine brauchbare Einführung in ihr Werk.
Ähnlich äußerte sich auch Eric Thacker: Das Album sei das vielleichte beste Kompendium von der Bandbreite an Visionen des Art Ensembles und konsistenter als spätere Produktionen (etwa The Third Decade, auch auf ECM). Man könne nicht verneinen, dass verschiedene Teile von Urban Bushmen ihre Inspiration von einer Musik erhielten, die weit vom Jazz entfernt sei, dennoch sei der Eklektizismus des Ensembles geprägt von einer hoffnungsvollen Interpretation des Zugangs der Jazz-Avantgarde und von der Erkenntnis, dass die Wurzeln des Jazz selbst seltsame Wurzeln hätten.

## Wirkung
Kahil El’Zabar nahm in Anlehnung an das Album des Art Ensemble of Chicago ein gleichnamiges Album auf.

## Titelliste
CD 1
1. Promenade: Cote Bamako I (Moye) – 4:11
2. Bush Magic (Favors, Moye) – 5:05
3. Urban Magic (Art Ensemble of Chicago) – 15:45
4. Sun Precondition Two/Theme for Sco (Moye/Jarman) – 21:53

CD 2
1. New York Is Full of Lonely People (Bowie) – 7:37
2. Ancestral Meditation (Art Ensemble of Chicago) – 6:56
3. Uncle (Mitchell) – 17:29
4. Peter and Judith (Mitchell) – 2:39
5. Promenade: Cote Bamako II (Moye) – 5:57
6. Odwalla/Theme (Mitchell) – 5:14